# میتجا اوکورن
میتجا اوکورن (به انگلیسی: Mitja Okorn) متولد ۲۶ ژانویه ۱۹۸۱) کارگردان و فیلمنامه‌نویس اسلوونیایی‌تبار است. از آثار برجسته او می‌توان به همه دوستان من مرده‌اند، دختران خریدنی، زندگی در یک سال، نامه به بابانوئل و سیاره مجرد اشاره کرد.